# استودیو جهان‌نما
استودیو جهان‌نَما در بندر انزلی دومین سالن نمایش فیلم یا سینما در ایران به‌شمار می‌آید. 

## معرفی
این سالن توسط ابراهیم مرادی دومین کارگردان سینمای بلند ایران در بندر انزلی تأسیس شد.

## آثار اکران شده
- انتقام برادر یا روح و جسم اکران در سال ۱۳۱۰ در استودیو جهان نما[۲]
- بوالحوس در سال ۱۳۱۳ روی پرده نمایش رفت که در روزنامه ایران به خاطر حضور دو بازیگر زن به نام‌های آسیه شریعتمداری و قدسی پرتوی ثریا دختر روستایی و نزهت دختر شهری مورد تحلیل قرار گرفت.[۳]